# بوم بیچ
بوم بیچ یا کرانهٔ رونق (به انگلیسی: Boom Beach)، یک بازی آنلاین رایگان برای اندروید و آی‌او‌اس به سبک بازی ویدئویی راهبردی می‌باشد که توسط شرکت سوپرسل طراحی شده‌است.

## انتشار

نمایی از بازی

پایگاه اصلی بازی

این بازی در تاریخ ۲۱ نوامبر ۲۰۱۳ در کانادا و در ۲۶ مارس ۲۰۱۴ به صورت گسترده (جهانی) برای دو پلتفرم iOS و اندروید عرضه شد و بر روی فروشگاه های مجازی رفت.

## داستان بازی
در ابتدای این بازی به شما یک جزیره داده می‌شود که شما می‌بایست از آن به وسیله سازه‌های دفاعی محافظت کنید. در اطراف شما جزیره‌هایی هستند که کسانی در آن زندانی شده‌اند و وظیفه شما حمله و آزاد کردن آن هاست که در نتیجه به افزایش منابع شما کمک می‌کند. همچنین شما با کاربران واقعی که در اطراف شما هستند به مبارزه می‌پردازید و منابعی را به غارت می‌برید. شما می‌توانید به جزیره‌های منابع حمله و آن‌ها را از بقیه کاربران بگیرید و خودتان مانند جزیره تان مدیریت کنید. در این راه دشمنان بزرگی هم دارید…

## اجزای بازی

### ساختمان‌ها
ساختمان اصلی: کلیه امکانات داخل بازی به پایگاه فرماندهی (Headquarters) وابسته می‌باشند.

### سربازها
- تفنگدار (رایفیلمن) (به انگلیسی: Rifleman)
- سنگین (هوی) (به انگلیسی: Heavy)
- زوکا (زوکا) (به انگلیسی: Zooka)
- جنگجو (واریر) (به انگلیسی: Warrior)
- تانک (به انگلیسی: Tank)
- امدادگر (مدیک) (به انگلیسی: Medic)
- نارنجک‌انداز (گرانیدیر) (به انگلیسی: Grenadier)
- تانک آتشزا (اسکورچر) (به انگلیسی: Scorcher)
- و...